# メビウスの輪 (アルバム)
『メビウスの輪』は、日本のフォークデュオ・遊吟が2014年5月14日にミュージアからリリースした3枚目のミニアルバムである。

## 内容
前作『リボン』から1年ぶり、ミニアルバムとしては『ハリねずみ』以来3年ぶりの作品。
今作を最後にリリースが途切れることになる。

## 収録曲
1. END
2. メビウスの輪
3. ヒューマノイド
4. イーカロス
5. 大切な燃えるゴミ
6. Friend